# Битва при Мороне
Битва при Мороне — сражение между английскими и французскими войсками произошедшее 14 августа 1352 года у небольшого городка Морон в Бретани, северной части Франции, став одним из важных сражений Столетней войны.
В ходе ожесточённого боя англичане нанесли сокрушительное поражение французам. Результатом победы стало то, что в течение последующих двенадцати лет французы не предпринимали более попыток вести боевых действий в Бретани.

## Силы сторон
Точное количество армий по разным оценкам разнится и доподлинно не известно, однако все источники сходятся на том, что английская армия минимум вдвое численно уступала французской. По оценкам историков англичан насчитывалось до трех тысяч, французская армия имела более пяти тысяч человек.
Командовал английской армией сэр Уолтер Бентли так же в битве принимал участие сэр Роберт Ноллес, состав войск был типичным для англичан того времени, большая часть армии состояла из лучников при поддержке тяжеловооружённых рыцарей и латников.
Французскую армию возглавлял маршал Ги де Нель, также с ним, судя по историческим хроникам, было множество знатных французских и бретонских особ, в том числе один из участников Боя тридцати, Жан де Бомануар. Французское воинство так же было вполне типичным для своего времени, основу составляли многочисленные рыцари и латники, по оценкам около 1500 человек и большое количество пехоты состоящей из простолюдинов.

## Ход битвы
В связи с малочисленностью своей армии Бентли пришлось сильно растянуть фронт так, чтобы занять позицию перед французской армией и не допустить обхода с флангов. Войска были выстроены в одну линию, вдоль хребта возвышенности. Расположение войск было характерным для английской тактики времён Столетней войны: в центре тяжеловооружённые, спешенные латники, на флангах — лучники. Левый фланг расположился на холме и был защищён от атак кавалерии крутыми склонами, центр находился на том же холме перед лесом, правый фланг Бентли пришлось разместить ниже, почти у подножия возвышенности, на которой находились основные силы. Тут лучники были практически лишены какой-либо естественной защиты от атаки кавалерии противника.
Ги де Нель также решил спешить большую часть своей армии, разместив их в центре и на правом фланге, где из-за особенности местности кавалерия не могла действовать, оставив небольшой конный резерв и выставив на левом фланге отряд конных рыцарей под командованием графа Анже.
Около 16 часов французская армия двинулась на англичан. Кавалерия на левом фланге атаковала английских лучников правого крыла. Французам удалось опрокинуть лучников, часть которых бежала с поля боя. В результате спешенные английские рыцари и латники в центре, теснимые с фронта, были вынуждены отступать, чтобы прикрыть свой правый фланг, пока не достигли деревьев. Нависла угроза разгрома, положение спасли лучники, расположенные на высоте на левом фланге. Они вели плотную, точную стрельбу по наступающим, сами в свою очередь находясь вне досягаемости вражеской пехоты, не сумевшей преодолеть крутой склон, в то же время французская кавалерия, преследовавшая лучников на правом фланге, потеряла преимущество, достигнув леса. Там их встретили тяжеловооружённые пешие английские рыцари, и после ожесточённой схватки французы, понеся тяжёлые потери, были отброшены, тем самым на этот раз возникла уже угроза правому флангу французов, наступающих в центре.
Английские латники и лучники, перейдя в контратаку, стали теснить французов вниз. Те в свою очередь, скопившись у подножия холма, стали отличной мишенью для лучников, расстреливавших их сверху. Самые тяжёлые потери французы понесли на правом фланге. В тщетных попытках атаковать противника, укрепившегося на вершине холма, истратив силы и изнемогая от жары, практически утратив возможность передвигаться и вынужденные снимать тяжёлые доспехи, они были почти полностью уничтожены.
Французская армия, теснимая англичанами, обратилась в бегство, только часть кавалерии отошла, сохранив порядок. Маршал Ги де Нель погиб, многие знатные вельможи и рыцари погибли или сдались в плен.
Победа англичан была полной. Французская армия — рассеяна и разгромлена.